# Pensum
Mit Pensum bezeichnet man eine in einer bestimmten Zeit zu erledigende Aufgabe oder Arbeit.  In Schulen oder anderen Lehranstalten kennzeichnet man damit auch den in einer bestimmten Zeit zu bewältigenden Lehrstoff.
„Jeder hat sein Pensum zu erledigen“ oder „ich habe mein Pensum noch nicht erledigt“ wird üblicherweise umgangssprachlich im Sinne von „die Arbeit ist noch nicht fertig“ gebraucht. In den deutschen Justizverwaltungen gab es bis 2004 eine „Pensenkonferenz“, in der festgelegt wurde, welche Arbeitsschritte in welcher Zeit durchschnittlich zu erledigen waren.
Das Wort stammt vom lateinisch pensum: „Tagesarbeit“, „Aufgabe“, eigentlich „die einer Spinnerin zur täglichen Verarbeitung zugewogene Wollmenge“ (Partizip Perfekt von pendere: „wiegen“; „an die Waage hängen“).